# Morus wittiorum
Morus wittiorum är en mullbärsväxtart som beskrevs av Hand.-mazz.. Morus wittiorum ingår i släktet mullbär, och familjen mullbärsväxter. Inga underarter finns listade i Catalogue of Life.